# 沙托维约 (上阿尔卑斯省)
沙托维约（法語：Châteauvieux，法語發音：[ʃatovjø]）是法国上阿尔卑斯省的一个市镇，属于加普区。

## 地理
沙托维约（44°29'2"N, 6°3'4"E）面积7.07 平方千米，位于法国普罗旺斯-阿尔卑斯-蓝色海岸大区上阿尔卑斯省，该省份为法国东南部内陆省份，北起萨瓦省，西北接伊泽尔省，西南接德龙省，南至上普罗旺斯阿尔卑斯省，东北部与意大利接壤。
与沙托维约接壤的市镇（或旧市镇、城区）包括：加普、莱特雷、内夫、塔拉尔。

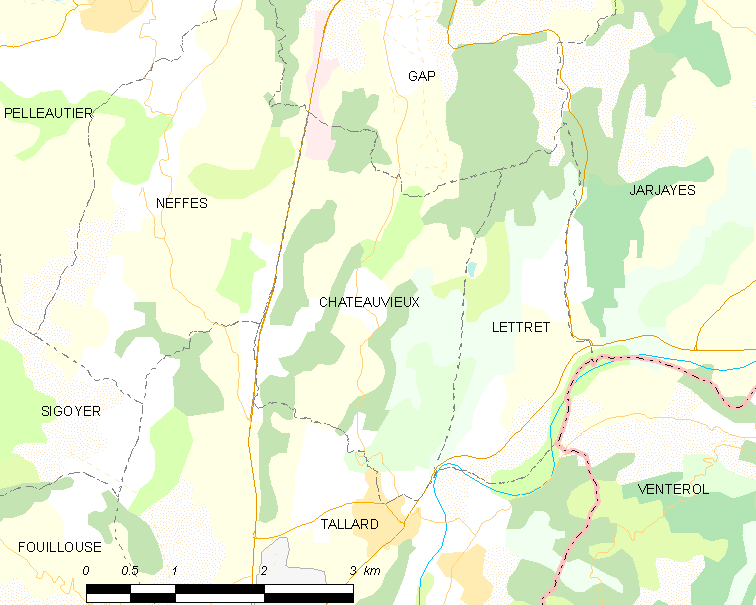
的OSM定位图

沙托维约的时区为UTC+01:00、UTC+02:00（夏令时）。

## 行政
沙托维约的邮政编码为05000，INSEE市镇编码为05037。

## 政治
沙托维约所属的省级选区为塔拉尔县。

## 人口

1962-2008年间人口变化图示

沙托维约于2022年1月1日时的人口数量为536人。